# Largade
La largade (ou l'argade) est un vent marin venant du large, soufflant dans le golfe du Lion, en Méditerranée.

## Description
Selon les sources, il est décrit comme provenant du nord-ouest ou du sud-ouest, voire de l'est.